# Halmfärgad lövmätare
Halmfärgad lövmätare (Idaea sylvestraria) är en fjärilsart som beskrevs av Jacob Hübner 1798. Halmfärgad lövmätare ingår i släktet Idaea och familjen mätare, Geometridae. Arten är reproducerande i Sverige. Inga underarter finns listade i Catalogue of Life.

## Bildgalleri

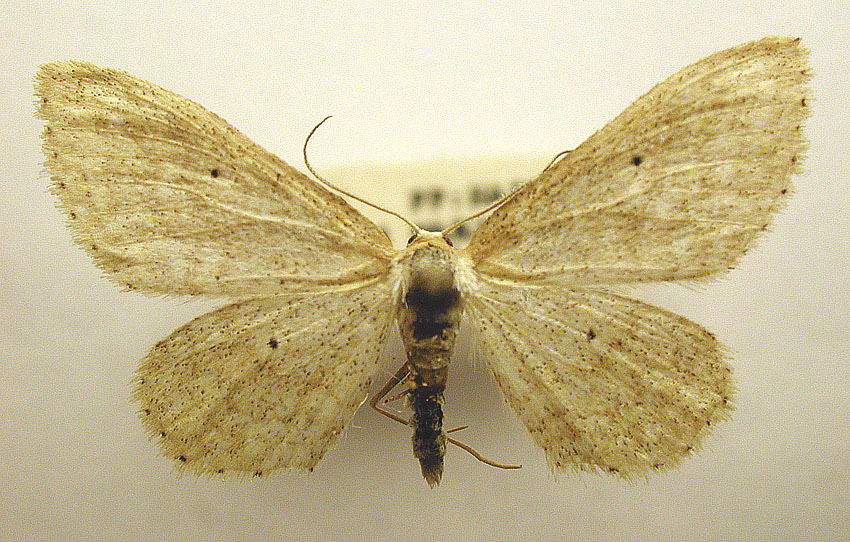
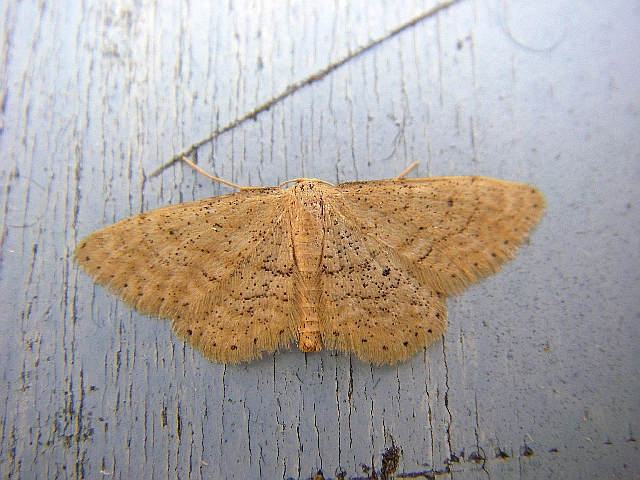